# Zalai-dombság
Zalai-dombság är kullar i Ungern, väster om Balatonsjön. Floden Zala har sina källor här.

## Toppar
Den högsta toppen är Belső-hegy, 293 meter över havet. Topografiskt ingår följande toppar i Zalai-dombság:

## Klimat
Trakten ingår i den hemiboreala klimatzonen. Årsmedeltemperaturen i trakten är 10 °C. Den varmaste månaden är juli, då medeltemperaturen är 22 °C, och den kallaste är februari, med 0 °C. Genomsnittlig årsnederbörd är 1 081 millimeter. Den regnigaste månaden är september, med i genomsnitt 146 mm nederbörd, och den torraste är december, med 51 mm nederbörd.